# توماس فیبل
توماس فیبل (انگلیسی: Thomas Phibel؛ زادهٔ ۳۱ مهٔ ۱۹۸۶) بازیکن فوتبال اهل فرانسه است.
از باشگاه‌هایی که در آن بازی کرده‌است می‌توان به باشگاه فوتبال لانس، باشگاه فوتبال استاندارد لیژ، باشگاه فوتبال آنژی مخاچ‌قلعه، باشگاه فوتبال موردوویا سارانسک، باشگاه فوتبال رویال آنتورپ، باشگاه فوتبال آمکار پرم، و باشگاه فوتبال ویدزف ووچ اشاره کرد.